# Вулиця Ярослава Стецька (Тернопіль)
Вулиця Ярослава Стецька — вулиця в центральній частині міста Тернополя. Названа на честь українського військового та політичного діяча Ярослава Стецька.

## Відомості
Розпочинається від вулиці Шпитальної, пролягає на схід до вулиці Замонастирської, де і закінчується. На вулиці розташовані як приватні, так і багатоквартирні будинки. З півдня примикає вулиця Стрімка.

## Комерція
- Бюро технічного обстеження та інвентаризації (Ярослава Стецька, 5)
- Стоматології (Ярослава Стецька, 7 і 18)

## Транспорт
Рух вулицею — двосторонній, дорожнє покриття — асфальт. Громадський транспорт по вулиці не курсує, найближчі зупинки знаходяться на вулиці Князя Острозького.